# Doña Macabra
Doña Macabra é uma telenovela mexicana, produzida pela Televisa e exibida em 1963 pelo Telesistema Mexicano.

## Elenco
- Amparo Rivelles
- Ofelia Guilmáin
- Carmen Montejo
- Narciso Busquets